# دافيد كوفاتش (لاعب كرة قدم)
دافيد كوفاتش هو لاعب كرة قدم مجري، ولد في 18 يونيو 1991 في بودابست في المجر.